# 금성중학교 (전북)
금성중학교(金星中學校)는 대한민국 전북특별자치도 김제시 신풍동에 있는 사립 중학교이다.

## 학교 연혁
- 1963년 4월 24일 : 학교법인 금성학원 설립인가
- 1963년 9월 12일 : 금성여자중학교 개교
- 2012년 2월 28일 : 과목중점형 교과교실제(영, 수)학교 선정
- 2014년 11월 4일 : 개교 50주년 및 운동장 현대화준공 기념행사
- 2016년 3월 31일 : 제4대 이사장 이효종 박사 취임
- 2022년 3월 1일 : 금성중학교로 교명 변경 (남녀공학 전환)
- 2022년 3월 1일 : 제7대 김은영 교장 취임
- 2023년 5월 31일 : 본관동 개축공사 준공
- 2023년 12월 29일 : 제58회 졸업 (졸업생 105명, 총 졸업생 12,916명)
- 2024년 3월 4일 : 1학년 신입생 108명 입학

## 참고 자료
- 금성중학교 - 한국교육학술정보원 학교알리미